# Tuula Tenkanen
Tuula Tenkanen (Espoo, 11 augustus 1990) is een Finse zeilster die uitkomt in de Laser Radial klasse. Ze nam tweemaal deel aan de Olympische Spelen.
In 2008 werd ze tweeëntwintigste in die klasse op de Olympische Spelen van Peking. Ze kon zich niet kwalificeren voor Londen 2012.
In 2011 werd ze elfde in en in 2014 vierde op de ISAF Women's Laser Radial World Championships. In 2016 behaalde ze brons op deze ISAF wereldkampioenschappen.